# Jean-Noël Grandhomme
Jean-Noël Grandhomme (n. 31 octombrie 1967, Strasbourg, Franța) este un istoric, profesor de istorie contemporană la Université de Lorraine, în Nancy.
Este autorul celei mai cuprinzătoare teze care are ca subiect Misiunea Berthelot din România, primind pentru „Le Général Berthelot et l’action de la France en Roumanie et en Russie méridionale (1916-1918)” (1999) Premiul pentru Istorie Militară din partea Ministerului francez al Apărării și din partea Academiei Române Premiul „Nicolae Iorga”. (de altfel, acesta a fost și subiectul tezei sale de doctorat).
Alte lucrări pentru care este cunoscut în România sunt La Roumanie dans la Grande Guerre et l´effondrement de l´armée russe (2000) și Français et Roumains dans la Grande Guerre (2008).

## Cariera
Înainte de a preda la Nancy, a predat istorie contemporană la Universitatea din Strasbourg în perioada 1993-2015 (unde a atins poziția de lector universitar) și din 2009 la Colegiul Militar Regal din Canada (unde a atins poziția de lector universitar).

## Opera
S-a specializat în problema naționalităților din perioada Primului Război Mondial (Europa Centrală și Europa de Est, Alsacia și Lorena), precum și în ceea ce privește aspectele religioase ale conflictelor europene
Cercetările sale legate de istoria militară a secolelor XIX-XX, au vizat inclusiv Războiul franco-prusac din 1870-1871 și au inclus printre zonele geografice și Canada, iar cele despre istoria minorităților naționale și religioase, inclusiv Canada și Orientul Mijlociu.
Lucrări științifice
- Mourir pour la Patrie ? Les monuments aux morts d’Alsace-Moselle, en collaboration avec Bernadette Schnitzler et Olivier Haegel, Lieux Dits – Région Grand Est, Alsace-Lorraine-Champagne-Ardennes, Lyon, 2016.
- La Guerre ne tardera pas. Les Rapports du colonel Pellé, attaché militaire français à Berlin (1909-1912), en collaboration avec Isabelle Sandiford-Pellé, Armand Colin, Paris, 2014.
- Les Alsaciens-Lorrains dans la Grande Guerre, en collaboration avec Francis Grandhomme, La Nuée bleue, Strasbourg, 2013.
- Les Malgré-nous de la Kriegsmarine. Destins d’Alsaciens et de Lorrains dans la marine de guerre du IIIe Reich, La Nuée bleue, Strasbourg, 2011.
- Henri-Mathias Berthelot (1861-1931). Du culte de l’offensive à la stratégie globale, Ivry, ECPA-D, 2011.
- Pierre Waline. Avec les crapouillots. Souvenirs d’un officier d’artillerie de tranchées, Presses universitaires de Strasbourg, 2009.
- La Roumanie en guerre, 1914-1919 : de la Triplice à l’Entente, Soteca/ 14-18 éditions, Saint-Cloud, 2009.
- Ultimes sentinelles. Paroles des derniers survivants de la Grande Guerre, Strasbourg, La Nuée bleue, 2006.
- Charles de Rose, le pionnier de l’aviation de chasse, en collaboration avec Thérèse Krempp, Strasbourg, La Nuée bleue, 2003.
- Jean Julien Weber. Sur les pentes du Golgotha. Un prêtre dans les tranchées, Strasbourg, La Nuée bleue, 2001.
- La Roumanie dans la Grande Guerre et l’effondrement de l’armée russe, en collaboration avec Thierry Sarmant et Michel Roucaud, Paris, L’Harmattan, 2000.
- Testament du dernier poilu d’Alsace, André Grappe. Du Haut-Doubs à Strasbourg, un destin dans le siècle, Presses universitaires de Strasbourg, 1999.
- Le Général Berthelot et l’action de la France en Roumanie et en Russie méridionale (1916-1918), Thèse publiée, Service historique de l’armée de terre, Vincennes, 1999.

Coordonări de teme de cercetare și de simpozioane științifice
- Extrême-Orient en guerre 1914-1919, Guerres mondiales et conflits contemporains, n° 256, octobre-décembre 2014.
- L’Alsace et la Grande Guerre, numéro thématique de la Revue d’Alsace, n° 139, 2013
- Les Soldats inconnus de la Grande Guerre. La mort, le deuil, la mémoire, Soteca-14-18 éditions, Saint-Cloud, 2011 (co-dir .)
- Les Formes du voyage. Approches interdisciplinaires, en collaboration avec Dominique Dinet et Isabelle Laboulais, PUS, 2010.
- Boches ou tricolores ? Les Alsaciens-Lorrains dans la Grande Guerre, La Nuée bleue, Strasbourg, 2008 (dir.).
- Août 1942. L’incorporation de force des Alsaciens et des Mosellans dans les armées allemandes, Colmar, Archives départementales du Haut-Rhin, 2003 (co-dir.).

Lucrări de popularizare a științei și manuale
- La Seconde Guerre mondiale en France, Rennes, Ouest-France, 2004 (publicat și în « Poche Histoire », Rennes, Ouest-France, 2009).
- La Première Guerre mondiale en France, Rennes, Ouest-France, 2002 (publicat și în « Poche Histoire », Rennes, Ouest-France, 2009).